# Institut canadien-français de Montréal
Ne doit pas être confondu avec Institut canadien de Montréal ou Institut canadien-français d'Ottawa.
L'Institut canadien-français de Montréal a été fondé le 10 mai 1858 par Louis Labrèche-Viger et Hector Fabre. Il regroupait quelque 135 membres qui avaient quitté les rangs de l'Institut canadien de Montréal le 22 avril 1858.